# Inge Kükelhan
Inge Kükelhan (*  3. August 1939; † 29. Mai 2011) war eine deutsche Kommunalpolitikerin (SPD).

## Werdegang
Kükelhan trat 1972 der SPD bei. Von 1981 bis 2006 war sie Mitglied des Bezirksrates des Braunschweiger Stadtbezirks Veltenhof-Rühme, davon 20 Jahre Bezirksbürgermeisterin. Mitte der 1980er zog sie außerdem in den Rat der Stadt Braunschweig ein. Von 2001 bis zu ihrem Tod war sie Bürgermeisterin der Stadt Braunschweig.
1992 übernahm sie ehrenamtlich den Vorsitz des Vereins Krebsnachsorge und baute dessen Beratungsstelle zu einer der größten in Niedersachsen aus.

## Ehrungen
Für ihr politisches und soziales Engagement wurde sie 2008 mit dem Verdienstkreuz am Bande der Bundesrepublik Deutschland ausgezeichnet.